# بلابي (دائرة انتخابية في المملكة المتحدة)
بلابي (بالإنجليزية: Blaby)‏ هي إحدى الدوائر الانتخابية في المملكة المتحدة الممثلة في مجلس العموم في برلمان المملكة المتحدة.
عضو البرلمان الذي يمثلها حالياً هو :Mr Andrew Robathan (Con).